# Brno-Nový Lískovec
Brno-Nový Lískovec je městská část na jihozápadě statutárního města Brna. Je tvořena městskou čtvrtí Nový Lískovec (německy Neu Leskau), původně osadou obce Lískovec, se kterou byla k Brnu připojena v roce 1919. Celková katastrální výměra činí 1,65 km² a je, od změny svojí hranice z roku 2012, tvořena téměř celým katastrálním územím Nový Lískovec a drobnou částí katastrálního území Starý Lískovec. Samosprávná městská část vznikla 24. listopadu 1990. Žije zde přes 11 000 obyvatel.
Městská část Brno-Nový Lískovec sousedí na jihu a jihovýchodě s městskou částí Brno-Starý Lískovec. Pro účely senátních voleb je území městské části Brno-Nový Lískovec zařazeno do volebního obvodu číslo 59.

## Charakteristika
Městská část Brno-Nový Lískovec rozkládající se na úpatí Kamenného vrchu se po urbanistické stránce skládá ze tří rozdílných částí, jimiž je severněji položený původní Nový Lískovec, skládající se převážně z rodinných domů, jižně položené panelové sídliště Nový Lískovec a jihozápadně položené panelové sídliště Kamenný Vrch. Ze zástavby katastrálního území Starý Lískovec patří do městské části pouze jižní okraj hromadných garáží v Jihlavské ulici, jinak se jedná pouze o silnici v Jihlavské ulici spolu se zdejšími zastávkami autobusové dopravy, dále několik odboček na další silnice a několik chodníků. Nový Lískovec obecně patří k největším brněnským panelovým sídlištím. Na sever Nového Lískovce zasahuje přírodní rezervace Kamenný vrch, cenná především pro stepní vegetaci a zejména pro výskyt chráněného koniklece velkokvětého.

### Doprava
Dopravní spojení se zbytkem města zajišťuje Dopravní podnik města Brna prostřednictvím trolejbusových linek č. 26, vytvářející spojení mezi Novým Lískovcem a Líšní, a č. 37, která poskytuje spojení mezi bohunickou nemocnicí a Mendlovým náměstím. Dopravní spojení taktéž zajišťuje autobusová linka č. 50, která spojuje čtvrť Komárov a městskou část Brno-Bystrc, a v nočních hodinách linka N95 a N90.

## Symboly městské části
V roce 1998 byly brněnským zastupitelstvem schváleny symboly městské části – znak a vlajka, tvořené červenými a bílými pruhy a modrou čtvrtí se třemi lískovými oříšky. V letech 2017 byly symboly revidovány a roku 2018 rozhodl předseda Poslanecké sněmovny Parlamentu České republiky Radek Vondráček o jejich udělení městské části.
Blason znaku: V červeném štítě se stříbrnou zúženou hlavou a stříbrným břevnem volná modrá čtvrť, v ní na svěšené stopce tři (2,1) odvrácené lískové oříšky, vše zlaté.
Popis vlajky: List tvoří čtyři vodorovné pruhy, bílý, červený, bílý a červený, v poměru 1:2:2:2, s modrým karé, v něm na svěšené stopce tři (2,1) odvrácené lískové oříšky, vše žluté. Poměr šířky k délce listu je 2:3.

## Historický přehled

### Nejstarší osídlení a období středověku
Výhodná poloha Nového Lískovce na úpatí Kamenného vrchu lákala pravěkého člověka k trvalému osídlení už od mladší doby kamenné. Při výstavbě panelového sídliště roku 1978 zde bylo při výstavbě západního dálničního přivaděče roku 1971 a "Pražské radiály" roku 1989 byla nalezena velká řada dokladů rozsáhlých sídlišť kultury s lineární keramikou a moravskou malovanou keramikou, jordanovské kultury z počátku pozdní doby kamenné, a jevišovické kultury ze starší doby železné. Nalezl se zde i příkop vymezující osadu nejstarších zemědělců. Roku 1978 bylo při výstavbě komunikací a panelového sídliště odkryto 10 sídelních jam se stopami kultury s lineární keramikou. Ve stejné lokalitě se našel ještě zahloubený objekt jordanovské kultury. Ve středověku se s vysokou pravděpodobností území Nového Lískovce v místě současné Rybnické ulice nacházela osada Rybníky, trvale náležející k proboštství v Komárově. Osada zanikla v důsledku husitských nebo česko-uherských válek. Pozemky zde pak užívali poddaní ze Starého Brna, Nových Sadů, Trnité, Komárova, Horních Heršpic, Bohunic, Lískovce a Bosonoh. Roku 1528 tuto pustou osadu předal poslední komárovský probošt kapitule sv. Petra v Brně.

### 19. až 70. léta 20. století
Dnešní katastr Nového Lískovce byl původně převážně součástí katastrů obcí Lískovec a Bohunice; nepatrná část na jihozápadě (310 m²) náležela k Bosonohám. Před vznikem Nového Lískovce se na jeho území rozkládaly sady a vinohrady. Počátky osídlení dnešního Nového Lískovce, spadají do roku 1894, kdy si zde bez vědomí obce Lískovce postavil domek blanenský stolař Antonín Hrazdíra. Roku 1896 pak po jednáních získal dodatečné stavební povolení. Brzy zde začaly přibývat další domy, ale jen v části, která tehdy patřila k Lískovci, zatímco v původně bohunické části se až do roku 1919 nestavělo, protože tehdejší obec Bohunice zde nechtěla povolovat výstavbu. K prvním návrhům názvu nově vznikající osady, lidově zvané Lískoveček, patřily Malý Lískovec, Tišlerky či Lískáček.
Roku 1906 zde pak začal stavitel Uherka ve spolupráci s podnikatelem Bílkem a dalšími firmami stavět další domky. Největší zájem o bydlení zde jevili především brněnští Němci. Proto téhož roku založilo několik českých obyvatel za účelem obrany proti germanizaci Nového Lískovce místní odbor Národní jednoty pro jihozápadní Moravu. Roku 1907 zde byla otevřena škola. Roku 1910 měla osada již 117 domů s 568 obyvateli. Významný okamžik pro Nový Lískovec představovala výstavba spojovací komunikace mezi Pisárkami a Jihlavskou silnicí v letech 1911–1914.
16. dubna 1919 pak byly obce Lískovec a Bohunice připojeny k Brnu, čímž stavební omezení v bohunické části padlo. Poté zástavba Nového Lískovce přesáhla i na severozápad původního katastru Bohunic. Ve 30. letech 20. století byla ukončena výstavba patrových „dvojdomků“. Za druhé světové války zahynuli nebo byli gestapem popraveni tito novolískovečtí obyvatelé: Oldřich Dvořák, Stanislav Kluch, Františka Kluchová, František Kluch, Vladimír Kluch, Vladislav Podsedník, Jindřich Škoda, Josef Zoubek, Petr Křivka a Leopold Herman. Na konci druhé světové války bylo při osvobozování Nového Lískovce, započatém 25. dubna 1945 poškozeno 51 domů těžce a 91 domů lehce. Řada novolískoveckých obyvatel byla nezákonně odsouzena i komunistickým režimem. Se Starým Lískovcem tvořila většina moderního katastru Nového Lískovce společný katastr až do 60. let, kdy oddělením severní části Lískovce a severozápadní části původního katastru Bohunic vzniklo katastrální území Nový Lískovec. Nová hranice mezi Novým a Starým Lískovcem měřila 1630 metrů.

### Zbytek 20. století
Roku 1975 započala v Novém Lískovci panelová výstavba, která přesáhla i na tehdejší pozemky Starého Lískovce. Z toho důvodu bylo navrženo posunout hranici mezi oběma katastry jižním směrem k severnímu okraji silnice v Jihlavské ulici, čímž se měl katastr Nového Lískovce, na úkor Starého Lískovce, výrazně zvětšit z původních necelých 113 hektarů na téměř 166 hektarů a hranice mezi oběma katastry se tím měla zkrátit na 1020 metrů. Dne 11. září 1979 byl tento návrh projednán s odborem Vnitřních věcí Národního výboru města Brna a zástupcem firmy Brnoprojekt. Tento návrh následně projednala a schválila dne 8. listopadu 1979 rada Obvodního národního výboru Brno I. 29. listopadu 1979 byl pak tento návrh schválen i na schůzi rady Národního výboru města Brna. Následně byla celá změna hranice realizována. Součástí katastru Nového Lískovce se při této úpravě stala i půda, která do 60. let 20. století náležela k Bosonohám a poté přešla ke Starému Lískovci. Převážně na pozemcích nově překatastrovaných ze Starého Lískovce pak od roku 1985 vznikalo poslední brněnské panelové sídliště Kamenný vrch.
Dne 24. listopadu 1990 se Nový Lískovec stal pod názvem Brno-Nový Lískovec jednou z 29 nově zřízených samosprávných městských částí. V letech 1995–1996 byl na severovýchodě Nového Lískovce proražen Pisárecký tunel. K 28. únoru 2002 vstoupila v platnost další změna hranice se Starým Lískovcem u severního okraje silnice v Jihlavské ulici, kdy ze Starého Lískovce přešlo k Novému Lískovci 23 m², nacházejících se pod jižní částí budovy s novolískoveckým číslem popisným 441.

### 21. století
K další drobné změně správní hranice městských částí Brno-Nový Lískovec a Brno-Starý Lískovec v roce 2012, kdy okrajová část katastrálního území Nový Lískovec přešla k území městské části Brno-Starý Lískovec, která zase předala do správy městské části Brno-Nový Lískovec malou okrajovou část katastrálního území Starý Lískovec.
V roce 2020 starostka této městské části Jana Drápalová obdržela Cenu Josefa Vavrouška za výjimečný počin pro životní prostředí. Porota ocenila za její snahu o proměnu panelového sídliště Nový Lískovec v ekologicky odpovědnou městskou část. Jana Drápalová se zasadila o přestavbu panelových domů do nízkoenergetického standardu, výstavbu protierozních prvků, zasakovacích míst či výsadbu nové zeleně. Vznikl také park Pod Plachtami, jehož středobodem je jezírko, do kterého je sváděna dešťová voda z okolních panelových domů. Tyto změny Drápalová postupně prosazuje od 90. let 20. století.

### Změny správní příslušnosti Nového Lískovce
- Do 1945 náleželo území Nového Lískovce pod Lískovec a Bohunice
- 1945–1946 – V Novém Lískovci působil MNV Nový Lískovec.
- 1947–1949 – Celé území Nového Lískovce tvořilo součást městského obvodu Brno II.
- 1949–1954 – Celé území Nového Lískovce tvořilo součást městského obvodu Brno V.
- 1954–1957 – Většina území moderního katastru Nového Lískovce byla součástí městského obvodu Brno I, jihovýchodní část moderního katastru byla součástí městského obvodu Brno VIII.
- 1957–1960 – Správní příslušnost stejná jako v předchozím období, pouze změna názvu Brna VIII na Brno VIII-Bohunice.
- 1960–1971 – Ta část Nového Lískovce, která náležela do katastrálního území Lískovec (většina území Nového Lískovce) se stala součástí městské části Bohunice; menší východní část, náležející do katastru Bohunic, zůstala součástí městského obvodu Brno I.
- 1971–1990 – Celé území v 60. letech vzniklého katastrálního území Nový Lískovec součástí městského obvodu Brno I. Původně nezastavená jižní část dnešního Nového Lískovce, náležející do konce 70. let ke Starému Lískovci, byla naopak do roku 1976 součástí městské části Brno-Bohunice, původně nazývané Brno VIII. Bohunice.
- Od 1990 – Celé území katastrálního území Nový Lískovec tvoří samosprávnou městskou část Brno-Nový Lískovec.

## Obyvatelstvo
| Rok            | Rok            | 1910 | 1930 | 1961 | 1970 | 1980 | 1991 | 2001  | 2011  | 2021  |
| Počet obyvatel | Počet obyvatel | 530  | 741  | 1141 | 1067 | 1094 | 5738 | 11400 | 11349 | 10284 |
| -------------- | -------------- | ---- | ---- | ---- | ---- | ---- | ---- | ----- | ----- | ----- |

## Pamětihodnosti
- Dělnická kolonie Kluchova (z prvních let 20. století)[12]
- Vila, Raisova č.p. 156/19[13]